# 隼消防團
《隼消防團》是由日本作家池井戶潤創作的小說，2022年9月5日由集英社出版。
2023年7月朝日電視台改編成連續劇，於木9時段播出。

## 電視劇
《隼消防團》是2023年7月13日至9月14日於朝日電視台「木9」時段播出的電視劇，由中村倫也主演。

### 劇情簡介
懸疑推理作家三馬太郎陷入低潮，停滯不前的城市生活和偶然造訪隼地區所見的療癒風景，讓他決定移居已故父親的故鄉。嶄新的生活才剛開始，太郎就受居民邀請加入當地的消防隊。不久，小鎮上便發生第三起原因不明的火災。連續縱火犯是否就在這個寧靜的村落裡？令人感到毛骨悚然的同時，一位村民卻突然失蹤...

### 登場人物

#### 主要人物
- 三馬太郎〈35〉：中村倫也[1]

陷入低潮的懸疑小說家。移居到已逝父親的故鄉「隼地區」。
- 立木彩〈28〉：川口春奈[3]

與太郎一樣從東京移居到「隼地區」的影像導演。

#### 消防團
- 藤本勘介〈35〉：滿島真之介[4]

團員。在「八百萬工程公司」上班。因年齡相近，與太郎關係很好。
- 德田省吾〈50〉：岡部崇[4]

班長。吳服店「一德堂」的第二代店主。
- 森野洋輔〈56〉：梶原善[4]

副分團長。就職於鎮公所的土木課。
- 宮原郁夫〈60〉：橋本潤[4]

分團長。「宮原養雞場」社長。
- 山原賢作〈60〉：生瀨勝久[4]

部長。「山原林業」社長。
- 賀来武彥〈50〉：福田轉球

協力團員。「居酒屋三角」店主。

#### 隼地區居民
- 江西佑空：麿赤兒[4]

「隋明寺」住職。
- 野野山映子：村岡希美[4]

地區居民。
- 村岡信藏〈65〉：金田明夫[4]

隼地區所屬城鎮「八百万町」的鎮長。
- 山原浩喜：一之瀨亙[5]

隼地區的惡霸。年輕時不好的傳聞不斷，被居民疏遠，被懷疑是否是連續縱火事件犯人的奇怪男子。
- 波川志津雄〈62〉：大和田獏

地區居民。

#### 其他人物
- 真鍋明光〈35〉：古川雄大[4]

太陽能發電企業「Luminous Solar」銷售員。
- 中山田洋〈40〉：山本耕史[4]

東京的出版社「草英社」的編輯。太郎的編輯擔當。
- 山原展子：小林涼子[4]

在太郎家中發現的舊相簿裡的神秘女子。
- 山原倫子：小林涼子[4]

展子的母親。曾經是某位男子的小妾，但之後被那男子拋棄，於是留下幼小的展子，自己從山上跳下自殺。
- 賀來好惠：氏家惠

武彥的妻子。「居酒屋三角」的老闆娘。

### 製作團隊
- 原作：池井戶潤《隼消防團》系列（集英社）
- 編劇：香坂隆史
- 配樂：桶狹間有沙
- 主題曲：Chanmina「命日」（NO LABEL MUSIC / WARNER MUSIC JAPAN）[6]
- 導演：常廣丈太（朝日電視台）、山本大輔（as birds）
- 執行製作人：三輪祐見子（朝日電視台）
- 製作人：飯田サヤカ（朝日電視台）、木曾貴美子（MMJ）、小路美智子（MMJ）
- 制作協力：MMJ
- 制作著作：朝日電視台

### 播出日程
- 第1話加長6分鐘（21:00 - 22:00）。
- 7月27日因轉播『2023年世界游泳錦標賽』而停止播出一次。

| 集數                                                                      | 播出日期 | 日文標題 | 中文標題(Viu)     | 導演     | 收視率 |
| ------------------------------------------------------------------------- | -------- | -------- | ----------------- | -------- | ------ |
| 第1話                                                                     | 7月13日  |          | 櫻大屋的住戶      | 常廣丈太 | 10.5%  |
| 第2話                                                                     | 7月20日  |          | 村子裡的傳聞      | 常廣丈太 | 09.4%  |
| 第3話                                                                     | 8月03日  |          | 山中的妖怪        | 山本大輔 | 07.5%  |
| 第4話                                                                     | 8月10日  |          | 愛的螢火蟲        | 山本大輔 | 08.4%  |
| 第5話                                                                     | 8月17日  |          | 某位女子的命運    | 常廣丈太 | 08.8%  |
| 第6話                                                                     | 8月24日  |          | 縱火犯的真面目    | 山本大輔 | 09.6%  |
| 第7話                                                                     | 8月31日  |          | 最後的晚餐        | 山本大輔 | 08.6%  |
| 第8話                                                                     | 9月07日  |          | 聖母的歸來        | 常廣丈太 | 10.1%  |
| 最終話                                                                    | 9月14日  |          | 理想的世界 烏托邦 | 常廣丈太 | 10.6%  |
| 平均收視率 9.3%（收視率由Video Research調查關東地區、家戶的即時統計資料） |          |          |                   |          |        |

## 外部連結
- 池井戸潤『隼消防團』｜集英社 （页面存档备份，存于）
- 電視劇官方網站
  - 隼消防團的X（前Twitter）
  - 隼消防團的Instagram帳戶

| 日本 朝日電視台 週四晚間九點連續劇                   | 日本 朝日電視台 週四晚間九點連續劇            | 日本 朝日電視台 週四晚間九點連續劇 |
| ---------------------------------------------------- | --------------------------------------------- | ---------------------------------- |
|                                                      | 隼消防團 （2023年7月13日－9月14日）           |                                    |
| 刑警與檢察官，有時是法官。 （2023年4月13日－6月8日） | 尤莉亞老師的紅線 （2023年10月19日－12月14日） |                                    |

| 臺灣 緯來日本台 每週一至五 21:00-22:00 | 臺灣 緯來日本台 每週一至五 21:00-22:00     | 臺灣 緯來日本台 每週一至五 21:00-22:00 |
| -------------------------------------- | ------------------------------------------ | -------------------------------------- |
|                                        | 隼消防團事件簿 （2023年10月23日－11月2日） |                                        |
| 元氣囝仔 （2023年10月4日－10月20日）   | 狗與我與執行官 （2023年11月3日－11月15日） |                                        |